# Lidl-Trek
El Lidl-Trek (codi UCI: LTK) és un equip ciclista dels Estats Units de categoria WorldTeam. Es va formar el 2014 a partir de l'estructura de l'equip luxemburguès RadioShack-Leopard, creat el 2011 amb el nom de Leopard-Trek. L'impulsor del projecte fou l'empresari luxemburguès Flavio Becca i tot ell girava al voltant dels germans Andy i Frank Schleck, els quals havien desenvolupat tota la seva carrera en l'estructura del CSC/Saxo Bank de Bjarne Riis.
Al voltant dels germans Schleck es va teixir un equip de primer nivell, amb Fabian Cancellara, Daniele Bennati, Jakob Fuglsang, Linus Gerdemann, Fabian Wegmann o Maxime Monfort.
El setembre de 2011 va fusionar amb el Team RadioShack, i va prendre el nom de RadioShack-Nissan-Trek, oficialment Team RadioShack-Nissan. Segons l'acord el nou RadioShack correria amb la llicència UCI de categoria ProTour de la societat luxemburguesa Leopard, propietat de Flavio Becca, i amb la qual havia corregut fins aleshores el Leopard Trek), mentre que la gestió esportiva correspondria a Johan Bruyneel Sports Management (l'empresa de Johan Bruyneel) i les tasques de markèting a CSE.
El 12 d'octubre de 2012, després de l'informe que va fer l'USADA, en la seu procés en contra de Lance Armstrong, Bruyneel va ser acomiadat de l'equip.

## Principals resultats

### Clàssiques
- Volta a Llombardia: 2011 (Oliver Zaugg), 2019 (Bauke Mollema)
- Gran Premi E3: 2013 (Fabian Cancellara)
- Tour de Flandes: 2013 i 2014 (Fabian Cancellara)
- París-Roubaix: 2013 (Fabian Cancellara)
- Clàssica de Sant Sebastià: 2013 (Tony Gallopin), 2016 (Bauke Mollema)
- Omloop Het Nieuwsblad: 2020 (Jasper Stuyven)
- Milà-Sanremo: 2021 (Jasper Stuyven)
- Bemer Cyclassics: 2023 (Mads Pedersen)

### Curses per etapes
- Tour Down Under: 2020 (Richie Porte)
- Volta a Suïssa: 2023 (Mattias Skjelmose Jensen)

### A les grans voltes
| - Tour de França - 13 participacions (2011, 2012, 2013, 2014, 2015, 2016, 2017, 2018, 2019, 2020, 2021, 2022, 2023) - 8 victòries d'etapa: - 1 el 2011: Andy Schleck - 1 el 2012: Fabian Cancellara - 1 el 2013: Jan Bakelants - 1 el 2017: Bauke Mollema - 1 el 2018: John Degenkolb - 1 el 2021: Bauke Mollema - 1 el 2022: Mads Pedersen - 1 el 2023: Mads Pedersen - Classificacions secundàries - Gran Premi de la muntanya: 2023 (Giulio Ciccone) - Classificació per equips el 2012 | - Giro d'Itàlia - 13 participacions (2011, 2012, 2013, 2014, 2015, 2016, 2017, 2018, 2019, 2020, 2021, 2022, 2023) - 4 victòries d'etapa - 1 el 2014: Julián Arredondo - 1 el 2019: Giulio Ciccone - 1 el 2022: Giulio Ciccone - 1 el 2023: Mads Pedersen - Classificacions secundàries - Gran Premi de la muntanya: 2014 (Julián Arredondo) - Premi de la combativitat: 2014 (Julián Arredondo) - Classificació per punts: 2015 i 2016 (Giacomo Nizzolo) - Gran Premi de la muntanya: 2019 (Giulio Ciccone) | - Volta a Espanya - 13 participacions (2011, 2012, 2013, 2014, 2015, 2016, 2017, 2018, 2019, 2020, 2021, 2022, 2023) - 13 victòries d'etapa: - 2 el 2011: contrarellotge per equips i Daniele Bennati - 1 el 2012: Daniele Bennati - 3 el 2013: Christopher Horner (2) i Fabian Cancellara - 3 el 2015: Jasper Stuyven, Danny van Poppel i Fränk Schleck - 1 el 2017: Alberto Contador - 3 el 2022: Mads Pedersen (3) - 1 classificació final - 2013: Christopher Horner - Classificacions secundàries - Classificació de la combinada: 2013 (Christopher Horner) - Classificació de la regularitat: 2016 (Fabio Felline), 2022 (Mads Pedersen) - Premi de la combativitat: 2017 (Alberto Contador) i 2018 (Bauke Mollema) |

### Campionats nacionals
- Campionat d'Alemanya en ruta: 2011 (Robert Wagner)
- Campionat d'Austràlia en ruta: 2016 (Jack Bobridge)
- Campionat d'Àustria en ruta: 2014 (Riccardo Zoidl)
- Campionat de Bèlgica en ruta: 2013 (Stijn Devolder)
- Campionat de Bèlgica en contrarellotge: 2014 (Kristof Vandewalle)
- Campionat de Colòmbia en ruta: 2017 (Jarlinson Pantano)
- Campionat de Croàcia en ruta: 2013 (Robert Kišerlovski)
- Campionat de Dinamarca en ruta: 2017 (Mads Pedersen), 2023 (Mattias Skjelmose)
- Campionat de Dinamarca en contrarellotge: 2012 (Jakob Fuglsang), 2024 (Mattias Skjelmose)
- Campionat d'Eritrea en ruta: 2024 (Natnael Tesfatsion)
- Campionat d'Eritrea en contrarellotge: 2023, 2024 (Amanuel Ghebreigzabhier)
- Campionat dels Estats Units en ruta: 2015 (Matthew Busche), 2023 (Quinn Simmons)
- Campionat d'Etiopia en contrarellotge: 2018 (Tsgabu Grmay)
- Campionat d'Irlanda en ruta: 2021 (Ryan Mullen)
- Campionat d'Irlanda en contrarellotge: 2018, 2019, 2021 (Ryan Mullen)
- Campionat d'Itàlia en ruta: 2016 (Giacomo Nizzolo)
- Campionat del Japó en contrarellotge: 2014 (Fumiyuki Beppu)
- Campionat de Letònia en ruta: 2019, 2021 (Toms Skujiņš), 2022, 2023 (Emils Liepins)
- Campionat de Letònia en contrarellotge: 2018, 2021, 2022, 2023 (Toms Skujiņš)
- Campionat de Luxemburg en ruta: 2011, 2014 (Fränk Schleck), 2012 (Laurent Didier), 2013, 2015 (Bob Jungels), 2023 (Alex Kirsch)
- Campionat de Luxemburg en contrarellotge: 2013, 2015 (Bob Jungels), 2014 (Laurent Didier), 2023 (Alex Kirsch)
- Campionat de Països Baixos ex contrarellotge: 2024 (Daan Hoole)
- Campionat de Nova Zelanda en ruta: 2013, 2014 (Hayden Roulston)
- Campionat de Portugal en ruta: 2017 (Ruben Guerreiro)
- Campionat de Suïssa en ruta: 2011 (Fabian Cancellara)
- Campionat de Suïssa en contrarellotge: 2012, 2013, 2014, 2016 (Fabian Cancellara)
- Campionat de Txèquia en ruta: 2023 (Mathias Vacek)
- Campionat de Txèquia en contrarellotge: 2024 (Mathias Vacek)

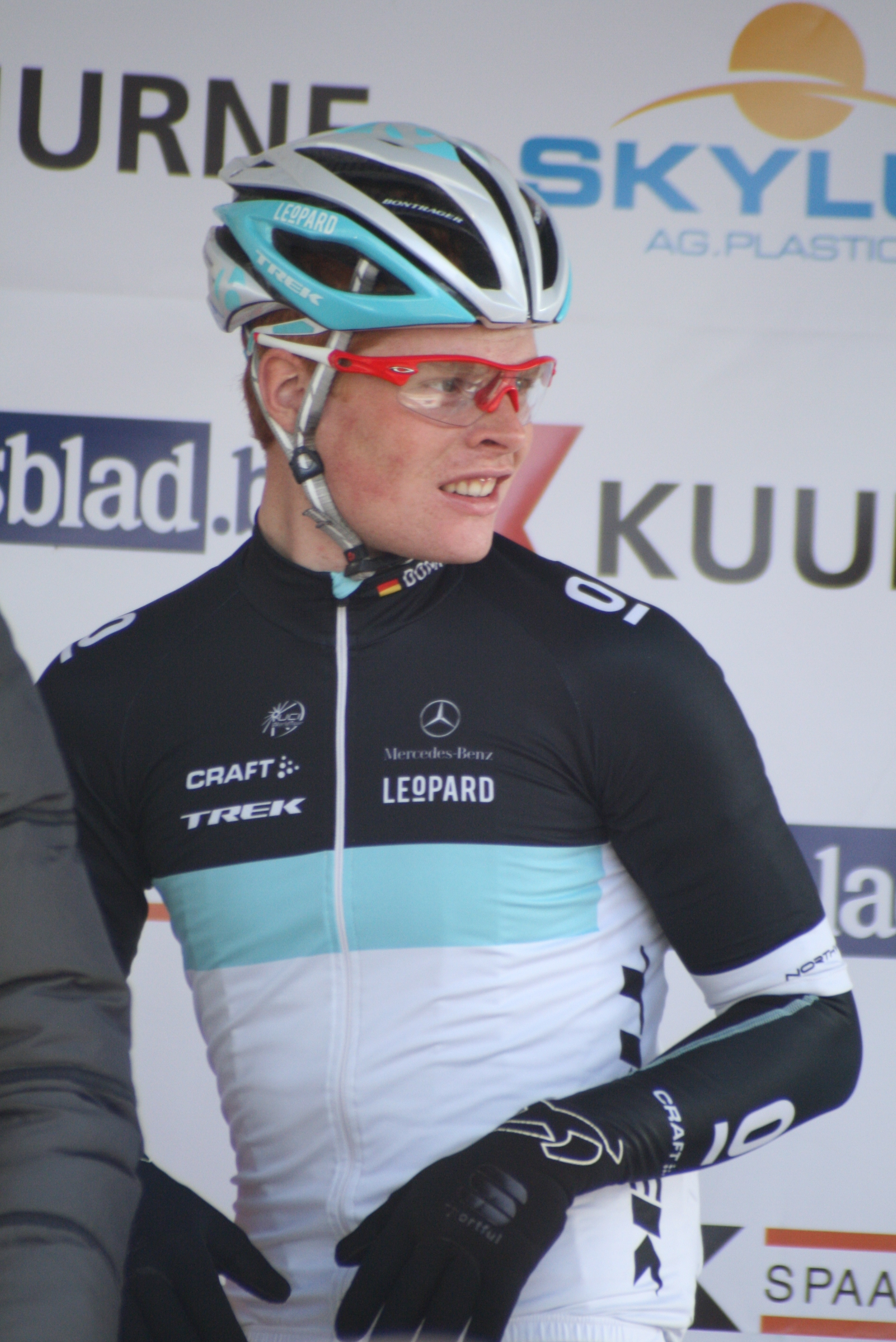
Dominic Klemme, a la Kuurne-Brussel·les-Kuurne de 2011

## Classificacions UCI

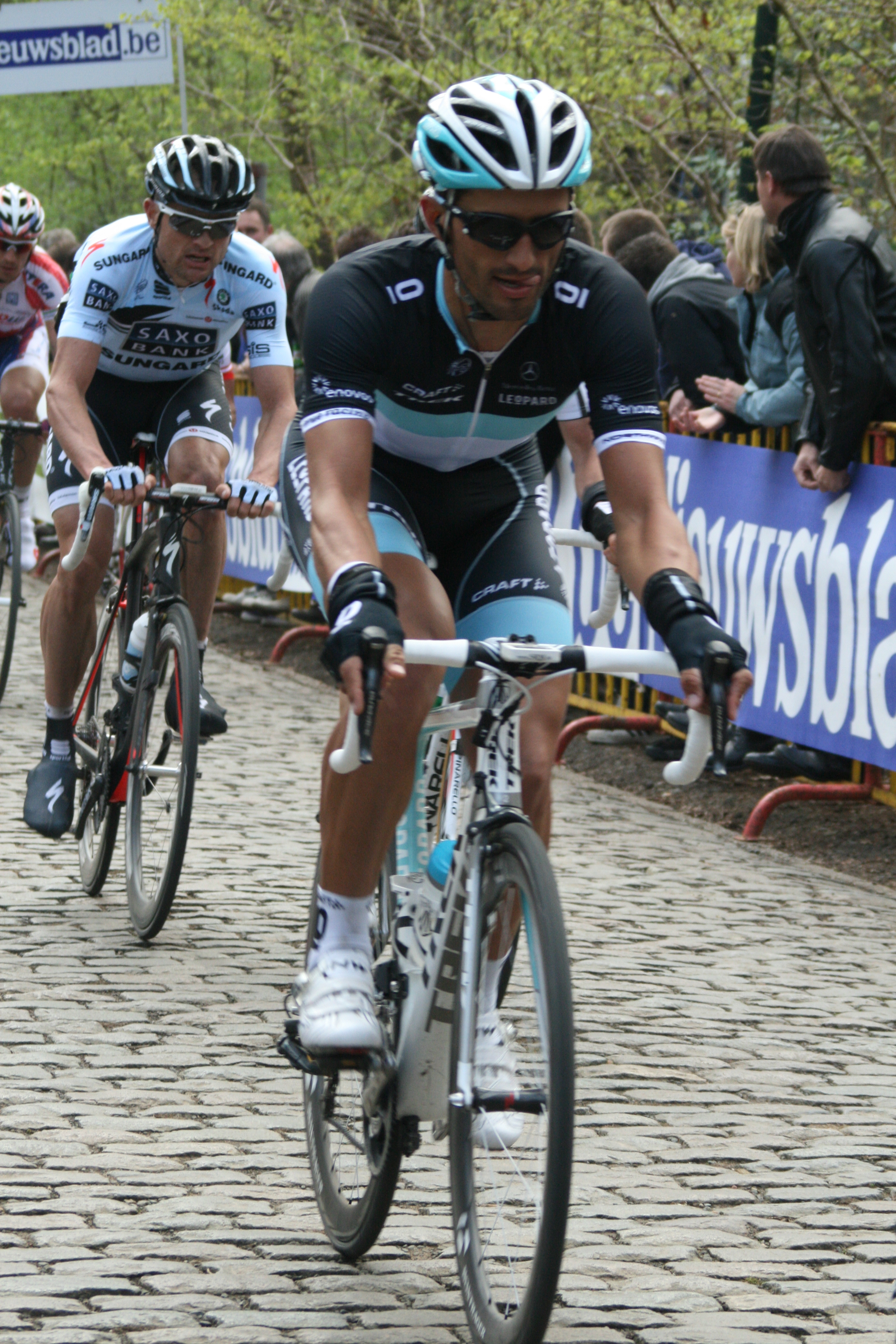
Daniele Bennati al mont Kemmel, a la Gant-Wevelgem 2011

Des de la primera temporada l'equip pren part en l'UCI World Tour.
| Temporada | Classificació per equips | Milloc ciclista en la classificació individual |
| --------- | ------------------------ | ---------------------------------------------- |
| 2011      | 3r                       | Fränk Schleck (10è)                            |
| 2012      | 12è                      | Fabian Cancellara (37è)                        |
| 2013      | 4t                       | Fabian Cancellara (7è)                         |
| 2014      | 13è                      | Fabian Cancellara (11è)                        |
| 2015      | 13è                      | Bauke Mollema (22è)                            |
| 2016      | 9è                       | Fabian Cancellara (22è)                        |
| 2017      | 5è                       | Alberto Contador (10è)                         |
| 2018      | 13è                      | Jasper Stuyven (19è)                           |

El 2016 la Classificació mundial UCI passa a tenir en compte totes les proves UCI. Durant tres temporades existeix paral·lelament amb la classificació UCI World Tour i els circuits continentals. A partir del 2019 substitueix definitivament la classificació UCI World Tour.
| Temporada | Classificació per equips | Millor ciclista en la classificació individual |
| --------- | ------------------------ | ---------------------------------------------- |
| 2016      | -                        | Fabian Cancellara (13è)                        |
| 2017      | -                        | Alberto Contador (12è)                         |
| 2018      | -                        | Jasper Stuyven (16è)                           |
| 2019      | 10è                      | Bauke Mollema (11è)                            |
| 2020      | 8è                       | Richie Porte (7è)                              |
| 2021      | 12è                      | Jasper Stuyven (17è)                           |
| 2022      | 12è                      | Mads Pedersen (20è)                            |
| 2023      | 5è                       | Mads Pedersen (6è)                             |

## Composició de l'equip 2024
| Llista de l'equip 2024                     | Llista de l'equip 2024 | Llista de l'equip 2024                 | Llista de l'equip 2024 |
| Ciclista                                   | Data de naixement      | Equip previ                            |                        |
| ------------------------------------------ | ---------------------- | -------------------------------------- | ---------------------- |
| Andrea Bagioli                             | 23 de març de 1999     | Soudal Quick-Step (2023)               |                        |
| Julien Bernard                             | 17 de març de 1992     | SCO Dijon (2015)                       |                        |
| Dario Cataldo                              | 17 de març de 1985     | Movistar Team (2021)                   |                        |
| Giulio Ciccone                             | 20 de desembre de 1994 | Bardiani CSF (2018)                    |                        |
| Simone Consonni                            | 12 de setembre de 1994 | Cofidis (2023)                         |                        |
| Tim Declercq                               | 21 de març de 1989     | Soudal Quick-Step (2023)               |                        |
| Fabio Felline                              | 29 de març de 1990     | Astana Qazaqstan Team (2023)           |                        |
| Tao Geoghegan Hart                         | 30 de març de 1995     | Ineos Grenadiers (2023)                |                        |
| Ryan Gibbons                               | 13 de agost de 1994    | UAE Team Emirates (2023)               |                        |
| Daan Hoole                                 | 22 de febrer de 1999   | SEG Racing Academy (2021)              |                        |
| Alex Kirsch                                | 12 de juny de 1992     | WB-Aqua Protect-Veranclassic (2018)    |                        |
| Patrick Konrad                             | 13 de octubre de 1991  | Bora-Hansgrohe (2023)                  |                        |
| Juan Pedro López                           | 31 de juliol de 1997   | Kometa (2019)                          |                        |
| Jonathan Milan                             | 1 de octubre de 2000   | Bahrain Victorious (2023)              |                        |
| Bauke Mollema                              | 26 de novembre de 1986 | Belkin (2014)                          |                        |
| Jacopo Mosca                               | 29 de agost de 1993    | D'Amico UM Tools (2019)                |                        |
| Thibau Nys                                 | 12 de novembre de 2002 | AA Drink Young Lions (2020)            |                        |
| Sam Oomen                                  | 15 de agost de 1995    | Jumbo-Visma (2023)                     |                        |
| Mads Pedersen                              | 18 de desembre de 1995 | Stölting Service Group (2016)          |                        |
| Quinn Simmons                              | 8 de maig de 2001      | Lux-Strading p/b Specialized (2019)    |                        |
| Mattias Skjelmose                          | 26 de setembre de 2000 | Leopard Pro Cycling (2020)             |                        |
| Toms Skujiņš                               | 15 de juny de 1991     | Cannondale-Drapac (2017)               |                        |
| Jasper Stuyven                             | 17 de abril de 1992    | Bontrager (2013)                       |                        |
| Natnael Tesfatsion                         | 23 de maig de 1999     | Drone Hopper-Androni Giocattoli (2022) |                        |
| Edward Theuns                              | 30 de abril de 1991    | Team Sunweb (2018)                     |                        |
| Mathias Vacek                              | 12 de juny de 2002     | Gazprom-RusVelo (2022)                 |                        |
| Otto Vergaerde                             | 15 de juliol de 1994   | Alpecin-Fenix (2021)                   |                        |
| Carlos Verona Quintanilla                  | 4 de novembre de 1992  | Movistar Team (2023)                   |                        |
| Amanuel Gebrezgabihier                     | 17 de agost de 1994    | NTT Pro Cycling (2020)                 |                        |
| Pim Ronhaar (1 de ago–31 de des, aprenent) | 20 de juliol de 2001   | Pauwels Sauzen-Bingoal (2021)          |                        |
|                                            |                        |                                        |                        |
| Font: ProCyclingStats                      |                        |                                        |                        |